# Buick Reatta
De Buick Reatta is een wagen van het Amerikaanse automerk Buick. Er was sinds de Buick Model 46 uit 1940 geen enkele tweezitswagen meer aan het gamma van Buick toegevoegd. Tevens was het tijdens zijn productie de enige sportwagen die Buick aanbood. 
Twee jaar na de coupé werd de Reatta ook als cabriolet verkocht. Een jaar na de introductie van laatstgenoemde besloot Buick om de wagen uit productie te halen omdat een gemiddeld verkoopcijfer van 20.000 modellen per jaar verre van werd bereikt.